# Amanita beckeri
Amanita beckeri (Huijsman, 1962) è un fungo basidiomicete della famiglia Amanitaceae.

## Descrizione della specie

### Cappello
12 cm di diametro, emisferico, poi convesso, non umbonato
cuticolaviscida, liscia, umida e asportabile, da ocra-nocciola a marroncino, spesso coperta da piccole fioccosità residue del velo.
marginenettamente striato-solcato

### Lamelle
Libere, non molto fitte, da biancastre a crema, negli esemplari adulti possono presentare punteggiatura brunastra, con filo fioccoso, intercalate da poche lamellule tronche presenti.

### Gambo
10-12 x1,2-2 cm, sub-cilindrico, rastremato verso l'alto, midolloso e poi cavo, biancastro, ornato all'apice da fini striature longitudinali biancastre che con l'età virano al bruno;

### Anello
Presente negli esemplari giovani, con l'età si riduce a residui brunastri

### Volva
Spesso ridotta a brandelli più o meno evidenti, di colore bianco con tendenza ad imbrunire.

### Carne
Bianca, al taglio vira lievemente al bruno.

### Microscopia
spore8,8-13 x 7,2-12 µm, non amiloidi, subglobose.

## Sinonimi e binomi obsoleti
- Amanitopsis beckeri (Huijsman) Wasser, Ukr. bot. Zh. 45(6): 77 (1988).